# Club Sportiv Volei 2004 Tomis Constanța
Il Club Sportiv Volei 2004 Tomis Constanța è una società pallavolistica femminile rumena con sede a Costanza: milita nel campionato di Divizia A1.

## Storia
Il Club Sportiv Volei 2004 Tomis Constanța nasce nel 2004 e dopo due soli anni debutta in Divizia A1. Nel 2009 arriva fino alla finale del campionato, perdendo contro il Clubul Sportiv Universitar Metal Galați; un anno dopo gioca la finale in campionato e Coppa di Romania, perdendo rispettivamente contro il CSU Metal Galați ed il Clubul Sportiv Dinamo București.
Nel 2011, invece, vince per la prima volta campionato e coppa nazionale, battendo in entrambe le finali il Clubul Sportiv Știința Bacău; nella stagione 2011-12 vince nuovamente il campionato.

## Rosa 2013-2014
| N° | Nome                 | Ruolo | Data di nascita  | Nazionalità sportiva |
| -- | -------------------- | ----- | ---------------- | -------------------- |
| 6  | Anamaria Poncea      | S     | 9 febbraio 1999  | Romania              |
| 7  | Oana Miruna          | S     | 17 febbraio 1991 | Romania              |
| 8  | Roxana Catinean      | C     | 8 luglio 1994    | Romania              |
| 9  | Raluca Ispas         | S     | 9 dicembre 1989  | Romania              |
| 10 | Doina Cojocaru       | S     | 3 novembre 1999  | Romania              |
| 11 | Andreea Ispas        | L     | 5 marzo 1990     | Romania              |
| 12 | Alexandra Lieb       | C     | 22 novembre 1983 | Romania              |
| 13 | Loredana Mihailescu  | S     | 13 giugno 1985   | Romania              |
| 14 | Alexandra Kapelovies | P     | 12 ottobre 1989  | Romania              |
| 15 | Ana-Maria Dumitru    | L     | 9 aprile 1994    | Romania              |
| 18 | Ana-Maria Șerban     | C     | 25 aprile 1994   | Romania              |

## Palmarès
- Campionato rumeno: 2

2010-11, 2011-12
- Coppa di Romania: 1

2010-11